# الحركة التركية الوطنية

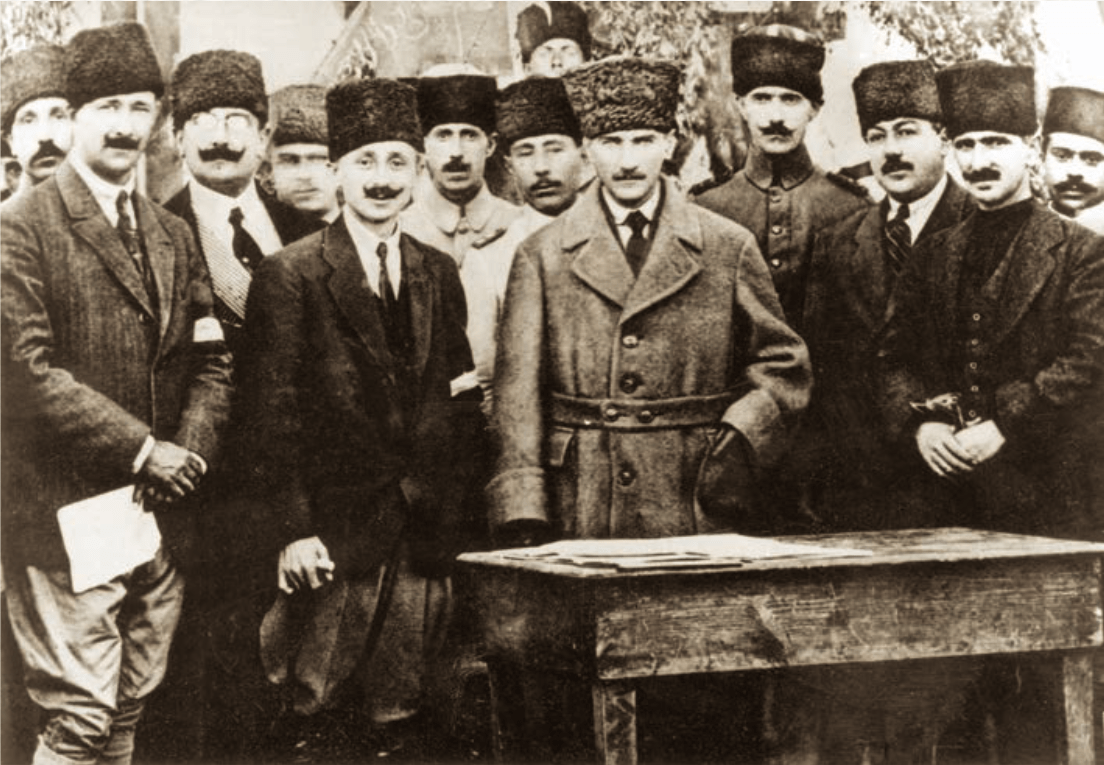
بعض أعضاء الحركة (30 أكتوبر 1920).

الحركة الوطنية التركية هي حركة شملت جميع الأنشطة العسكرية والسياسية للثورة التركية التي أسفرت عن إنشاء وتشكيل جمهورية تركيا، نتيجة لهزيمة الامبراطورية العثمانية في الحرب العالمية الأولى.
بعد الحرب العالمية الأولى، تمرد الثوريون الأتراك على قرار الحلفاء بتقسيم الإمبراطورية العثمانية وفقاً لشروط هدنة مودروس، التي أنهت المشاركة العثمانية في الحرب العالمية الأولى، بل ورفضوا أيضاً معاهدة سيفر عام 1920، التي وقعت عليها على الحكومة العثمانية، واستقطعت أجزاء من الأناضول نفسها.